# Reconquista (revista)
Reconquista fue una revista militar de tirada mensual publicada en la ciudad española de Madrid entre 1950 y 1989.

## Historia
Su primer número apareció en enero de 1950. Estuvo editada por el Consejo Central del Apostolado Castrense y mostraba una inclinación católica y «fuertemente conservadora».
En su primera época reflejó «cierta divergencia» con el pensamiento franquista, circunstancia que cesaría en 1956 cuando empezó a dirigirla Jorge Vigón. Su papel durante la Transición española ha sido tachado de «reaccionario y subversivo» por el militar y profesor Julio Busquets y relacionado con publicaciones de ultraderecha como El Alcázar o Fuerza Nueva por Gabriel Cardona, aunque otras fuentes aseguran que recibió críticas desde los sectores de extrema derecha por su «respaldo» a la Constitución y que podría haber defendido no una vía «involucionista» de vuelta al franquismo sino una «reconducción» de la situación de España tras la muerte del dictador. Sin embargo, esta tesis se contradice con el hecho de que durante la transición su subdirector fuera el teniente coronel Eduardo Fuentes Gómez de Salazar y el redactor-jefe el comandante Ricardo Pardo Zancada, ambos vinculados al progolpista Colectivo Almendros. Por otra parte, Pardo Zancada tuvo un papel destacado en el intento de golpe de Estado del 23-F de 1981. Según José Luis Rodríguez Jiménez, durante ese tiempo la revista se dedicó «de forma prioritaria a justificar ideológicamente la intervención del Ejército en la vida política».
En la revista colaboró el dibujante Antonio Mingote.